# Hamzah Idrísz
Hamzah Idrísz Száid Falatah (arabul: حمزة أدريس); Medina, 1972. október 8. –) szaúd-arábiai válogatott labdarúgó.

## Pályafutása

### Klubcsapatban
1985 és 1997 között az Ohud csapatában játszott. 1997 és 2007 között az ál-Ittihád játékosa volt, melynek színeiben öt alkalommal nyerte meg a szaúdi bajnokságot (1999, 2000, 2001, 2003, 2007).

### A válogatottban
1992 és 2000 között 66 alkalommal játszott a szaúd-arábiai válogatottban és 26 gólt szerzett. Részt vett az 1994-es világbajnokságon, az 1996. évi nyári olimpiai játékokon, az 1992-es és az 1999-es konföderációs kupán, illetve az 1988-as, az 1992-es és a 2000-es Ázsia-kupán.

## Sikerei, díjai
ál-Ittihád
- Szaúd-arábiai bajnok (5):  1998–99, 1999–00, 2000–01, 2002–03, 2006–07
- AFC-bajnokok ligája győztes (2): 2004, 2005
- Kupagyőztesek Ázsia-kupája győztes (1): 1998–99

Szaúd-Arábia
- Ázsia-kupa döntős (2): 1992, 2000
- Konföderációs kupa döntős (1): 1992